# Reticulitermes lucifugus
Il Reticulitermes lucifugus Rossi, 1792, è un insetto isottero della famiglia delle Rhinotermitidae.
È una delle due specie di tèrmiti presenti in Italia.
È un insetto xilofago che può colonizzare le abitazioni, scavando gallerie all'interno di pali di sostegno, travi e tavole.

## Morfologia
I reali alati hanno un corpo di 10 mm circa con le ali, di colore nero e con il protorace più stretto del capo. Le antenne sono di 17-18 articoli, le ali brune, con margine nerastro.
I soldati sono di 5 mm circa, di colore giallo-grigio, con capo subrettangolare e mandibole grandi. Le operaie sono del tutto simili ai soldati, con capo e mandibole più piccole.
La colonia è completa, con tutte le caste rappresentate:
- Reali
- Reali di complemento
- Soldati
- Operai
- Neanidi

## Biologia
Nella colonia, i più numerosi sono gli operai, mentre sono pochi i soldati e pochissimi reali, tranne nel momento dello
sfarfallamento verso maggio; in totale arrivano a diverse centinaia di migliaia di unità. La diffusione è favorita oltre che da gallerie, anche da tunnel esterni, rigorosamente oscurati e lunghi
anche 80 cm, fatti di rosume e saliva, inoltre sono perfettamente perpendicolari al terreno e possono
discendere o salire.
I nidi sono nel terreno o tra le intercapedini o nei pavimenti. I nuovi nidi sono edificati mediante propaggine, in quanto i reali veri sembrano non essere fecondi e quindi sono i reali di complemento a uscire dalla colonia principale.

## Danni
Queste termiti attaccano le piante vecchie e deperite, soprattutto in aree forestali, ma anche in viali alberati e giardini. Da qui, gli attacchi possono estendersi nelle abitazioni, nelle chiese, nei monumenti e negli archivi.
Affinché le termiti si insedino devono disporre di un buon tasso di umidità. Questa condizione è però necessaria solo all'inizio, perché successivamente l'attacco si estende anche alle strutture con altri gradi di umidità. Le zone di
condensa sono perciò una fonte di richiamo.

### Metodi di lotta
Per liberarsi dell'infestazione da Reticulitermes è necessario ricorrere ad un sistema di esche contenenti un inibitore della chitina, come l'hexaflumeron. Questo metodo di lotta sfrutta il comportamento sociale delle termiti, in particolare quello delle operaie incaricate di fornire cibo alla colonia attraverso la trofallassi; in questo modo il cibo contenente l'inibitore viene distribuito a tutta la colonia e quando inizia la muta il principio agisce impedendo la corretta formazione dell'esoscheletro  .